# Парламент Ирландии (исторический)
Парламент Ирландии (ирл. Parlaimint na hÉireann) — бывший законодательный орган лордства Ирландии, а затем королевства Ирландии с 1297 года по 1800 год. Он был создан по образцу парламента Англии и с 1537 года состоял из двух палат: Палаты общин и Палата лордов. Лорды были членами ирландского пэрства («светские лорды») и епископами («духовные лорды»; после Реформации епископы Ирландской церкви). Палата общин избиралась прямым голосованием, хотя и с очень ограниченным избирательным правом. Парламенты собирались в разных местах Ленстера и Манстера, но в последнее время всегда в Дублине: в соборе Крайст-Черч (XV век), Дублинском замке (до 1649 года), Чичестер-хаусе (1661–1727 годах), Школе синих мундиров (1729–31 годах), и, наконец, специально построенное здание парламента на Колледж-грин.
Основная цель парламента заключалась в утверждении налогов, которые затем взимались администрацией Дублинского замка и для неё. В число членов также входили те, кто платил основную часть налогов, а именно духовенство, купцы и землевладельцы. Только «англичане Ирландии» были представлены до тех пор, пока первые гэльские лорды не были вызваны во время завоевания Тюдоров в XVI веке. Согласно Закону Пойнингса 1495 года, все парламентские акты должны были быть предварительно одобрены Тайным советом Ирландии и Тайным советом Англии. Парламент поддержал ирландскую Реформацию, и католики были исключены из парламента карательными законами. Конституция 1782 года внесла поправки в Закон Пойнингса, позволяющие ирландскому парламенту инициировать законодательство. Католики вновь получили избирательные права в соответствии с Законом о помощи римско-католической церкви 1793 года.
Акты Союза 1800 года объединили королевство Ирландии и королевство Великобритании в Соединённое королевство Великобритании и Ирландии. Парламент был объединён с парламентом Великобритании. Объединенный парламент фактически представлял собой британский парламент в Вестминстере, расширенный за счёт ирландских лордов и представителей общин.